# Саник Олег Володимирович
Оле́г Володи́мирович Са́ник (21 липня 1980, с. Поділ, Срібнянський район, Чернігівська область, Українська РСР — 12 квітня 2017, м. Авдіївка, Донецька область, Україна) — солдат Збройних сил України, учасник російсько-української війни.

## Біографія
Народився 1980 року в селі Поділ на Чернігівщині. Батько — інженер, мати — медична сестра. Родина переїхала в село Івківці Прилуцького району, що неподалік райцентру. Мати померла, коли Олегу було 15 років. У 1997 році закінчив 11 класів Прилуцької середньої школи № 6 із золотою медаллю. З 1997 по 2000 рік навчався у Прилуцькому гідромеліоративному технікумі (нині — Прилуцький агротехнічний коледж) на відділенні «Обслуговування установок та систем газопостачання», здобув фах газівника. 1998 року одружився. У 2000—2005 роках навчався на заочному відділенні Івано-франківського університету нафти і газу. До 2001 року працював в місті Прилуки у ПЗК ПАПК, з 2002 — у Будівельному управлінні № 1 АТ «Укргазбуд», Прилуцькій виховній колонії, у ТОВ «Агрокім». Щоб забезпечити сім'ю, брався за будь-яку роботу, їздив на заробітки у Дагестан — працював на газопроводі.
Під час російської збройної агресії проти України з 29 січня 2015 до 31 березня 2016 року проходив службу за частковою мобілізацією у складі 72 ОМБр, на різних посадах, воював у районі Волновахи. На початку 2017 повернувся до війська, — після підготовки у 169-му Навчальному центрі «Десна» 31 січня 2017 року уклав контракт, з 2 лютого виконував завдання на лінії бойового зіткнення першого ешелону оборони в районі Авдіївки.
Солдат, командир бойової машини — командир механізованого відділення 8-ї механізованої роти 3-го механізованого батальйону 72-ї окремої механізованої бригади, в/ч А2167, м. Біла Церква.
Загинув 12 квітня 2017 року внаслідок мінометного обстрілу взводного опорного пункту на позиції «Шахта» (Шахта «Бутівка»), — вентиляційний ствол шахти «Бутівка-Донецька» («Путилівська»), що розташований між Авдіївкою та окупованим селом Спартак. Дістав черепно-мозкову травму та множинні осколкові проникаючі поранення тулуба, що несумісні з життям.
Похований 14 квітня на кладовищі рідного села Поділ, поряд із могилою батька.
Розлучений. Залишилися сестра Лариса Ковальова та син В'ячеслав 2000 р.н.

## Нагороди та звання
- Указом Президента України від 22 травня 2017 року № 138/2017, за особисту мужність, виявлену у захисті державного суверенітету та територіальної цілісності України, самовіддане виконання військового обов'язку, нагороджений орденом «За мужність» III ступеня (посмертно)[4].
- 21 серпня 2018 року нагороджений нагрудним знаком «Гідність та честь» (посмертно)[5].

## Вшанування пам'яті
27 червня 2017 року на фасаді Прилуцького агротехнічного коледжу було відкрито меморіальну дошку загиблому на війні випускнику Олегу Санику.